# Kingdom Hearts Birth by Sleep Final Mix
Kingdom Hearts Birth by Sleep Final Mix es una expansión independiente del videojuego original Kingdom Hearts Birth by Sleep, que incluye el juego original, los extras de la versión occidental del juego y algunos añadidos más. Una semana después de salir la versión occidental del videojuego original, Square Enix confirmó que estaban desarrollando su versión Final Mix, como ya habían hecho anteriormente con Kingdom Hearts y Kingdom Hearts II. En diciembre de 2014 fue lanzado en PlayStation 3 en la colección Kingdom Hearts HD 2.5 ReMIX. En marzo de 2017 se relanzó en PlayStation 4 en la colección Kingdom Hearts HD 1.5+2.5 ReMIX.

## Principales añadidos
La expansión incluía todos los extras de la versión occidental, entre los que se incluyen:
- Las voces en inglés.
- Nueva dificultad, esta vez llamada Crítico, en vez de Maestro.
- Se ha añadido el álbum de pegatinas, y sus pegatinas están desperdigadas por los mundos.
- Nuevo circuito en el Retumbódromo: Castillo Frenético.
- Nuevo Nexo Dimensional: Pete.

- Al derrotar a la Reminiscencia de Vanitas se obtiene su llave espada, Quid Vacuo.
- Nuevo jefe secreto, Figura Misteriosa (Xehanort de joven), localizada en Tierra de Partida.
  - Al derrotar a la Figura Misteriosa, se obtiene una llave espada, Innómita.

- Mejoradas las expresiones de Sora y Riku en sus apariciones.

Además, incluía extras nuevos, entre los que se incluyen:
- Los Nescientes tienen un cambio en su coloración.
- Nuevo estilo de comandos: Rhythm Mixer.
- Nuevos comandos, principalmente comandos Illusion
- Nuevos minijuegos.
- Tres nuevos desafíos en el Coso Virtual, con tres jefes nuevos:
  - Monstruo de las Profundidades, donde se lucha contra Monstruo.
  - Mentor de la Luz, donde nos enfrentamos a la Armadura del Maestro (Maestro Eraqus)
  - Presagio a la Oscuridad, en el cual nos enfrentamos a No Heart (Armadura del Maestro Xehanort)
    - Una vez derrotado, obtenemos la llave espada Corona Ilimitada.
- Un nuevo final secreto jugable, con su propio jefe, un sincorazón de nombre desconocido.
  - En este final secreto, Aqua posee la llave espada de su maestro, Master Keeper.

## Argumento
El juego, al ser una expansión, posee el mismo argumento del videojuego original, salvo el nuevo final secreto, que expande la historia.
Aqua, tras salvar a Terra (este poseído por Xehanort) de caer en la oscuridad, acaba en el Reino de la Oscuridad, el hábitat natural de los sincorazón. Aqua empieza a caminar, hasta que un terremoto la detiene. Un portal de luz se abre en el cielo, tras lo que una gran cantidad de oscuridad se adentra en ella. Aqua decide ir a investigar, por lo que se enfrenta a varios sincorazón purasangre durante su exploración, hasta que es atacada por un sincorazón mucho más grande, cuyo nombre es desconocido. Este sincorazón de ojos con destellos rojos, ataca a Aqua desde las penumbras, y cuando por fin es visto, empieza a moverse con una velocidad mucho mayor. Cuando por fin es derrotado, Aqua, al final del final secreto, encuentra un misterioso castillo.